# Jean Chantavoine
Jean Chantavoine (Parigi, 1877 – Mussy-sur-Seine, 16 luglio 1952) è stato un musicologo francese.
Ha ricoperto la carica di segretario generale del Conservatorio Nazionale Superiore di Musica di Parigi, ha pubblicato diversi studi sulla musica romantica (Il romanticismo nella musica europea, 1955) e biografie di Beethoven, Liszt, Saint-Saëns, Mozart.